# Протопопешти (Васлуј)
Протопопешти (рум. Protopopești) насеље је у Румунији у округу Васлуј у општини Такута. Oпштина се налази на надморској висини од 236 m.

## Становништво
Према подацима из 2002. године у насељу је живело 756 становника, од којих су сви румунске националности.